# Mount Surprise

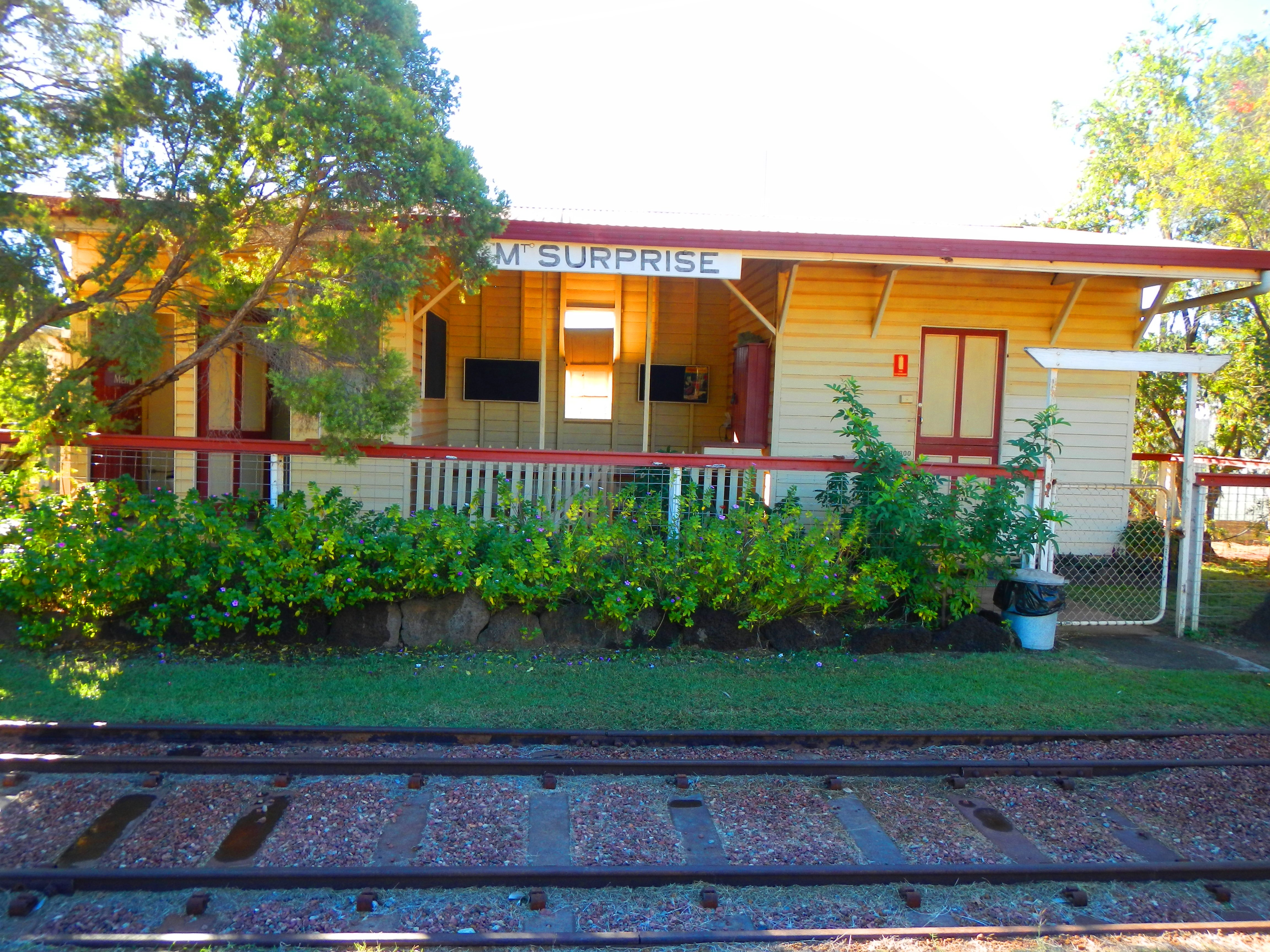
Mount Surprise, Bahnhof (2013)

Mount Surprise ist ein Ort im Norden des australischen Bundesstaates Queensland. Der Ort liegt an der Gulf Developmental Road, 1722 Kilometer nordwestlich von Brisbane und 285 Kilometer südwestlich von Cairns. 2021 wurden 138 in Mount Surprise ansässige Personen gezählt. Im Ort gibt es heute (2008) zwei Cafés, eine Tankstelle, einen Campingplatz, eine Polizeistation und einen Bahnhof.

## Geschichte
Mount Surprise wurde vom aus England eingewanderten Ezra Firth gegründet, der sich mit seiner Familie im Jahr 1864 in dem Gebiet ansiedelte und eine Schafzucht betrieb. Die Aborigines, die das Land als ihr Eigentum betrachteten, griffen die dort arbeitenden Menschen sowie die Gebäude der Farm wiederholt an und brannten letztlich sogar das Hauptgebäude nieder. Da die Landschaft ohnehin für die Schafzucht wenig geeignet war, stand die Farm kurz vor dem finanziellen Zusammenbruch. Als jedoch im Jahre 1880 in der Umgebung Gold gefunden wurde, konnte Firth seine Schafe gewinnbringend an die Goldgräber verkaufen und die Farm dadurch retten, indem er sie anschließend auf Rinderzucht umstellte. Auch in der Folgezeit profitierte die Farm vom Handel mit den Goldgräbern.
Zu etwa der gleichen Zeit, als Mount Surprise gegründet wurde, fand man in der Umgebung Kupfer. Kurzzeitig wurde es auch abgebaut, jedoch machte der kostspielige Transport des Erzes in Ochsenkarren die Mine unprofitabel. Erst mit steigender Kupfernachfrage in den neunziger Jahren des 19. Jahrhunderts wurde der Kupferabbau wieder aufgenommen.

## Verkehr
Seit 1908 ist Mount Surprise an die Eisenbahn angebunden. Der Savannahlander fährt donnerstags nach Einasleigh und Forsayth sowie samstags nach Cairns (Fahrzeit ca. 10,5 Stunden).
Mount Surprise ist Haltepunkt der Busverbindung zwischen Cairns und Karumba.
Bei Mount Surprise liegt ein Flugfeld mit einer 1150 Meter langen Bahn.

## Tourismus
Unweit von Mount Surprise liegen der Forty-Mile-Scrub-Nationalpark, der Undara-Nationalpark sowie die heißen Quellen bei Tallaroo Station.
Vom Goldrausch zeugt ein Friedhof im Ort, auf dem sich eine Reihe namenloser Gräber befindet.